# Orange Township (comté de Clinton, Iowa)
Pour les articles homonymes, voir Orange Township.
Orange Township est un township, du comté de Clinton en Iowa, aux États-Unis,.
Le township est organisé en 1846 : à l'origine, il est baptisé Union Township jusqu'en 1854 quand il est rebaptisé sous son nom actuel.

## Source de la traduction
- (en) Cet article est partiellement ou en totalité issu de l’article de Wikipédia en anglais intitulé « Orange Township, Clinton County, Iowa » (voir la liste des auteurs).